# Barbara Dare
Barbara Dare (ur. 27 lutego 1963 w Wayne) – amerykańska gwiazda filmów porno pochodzenia żydowskiego. Znana także pod następującymi pseudonimami: Barbra Dare, Kimberly Dare, Kimberly Pare, Stacey, Stacey Nix, Kim Wild, Kim Wilde.

## Życiorys

### Wczesne lata
Urodziła się w Wayne w stanie New Jersey. Jej ojciec był stomatologiem w lotnictwie, a jej matka pracowała w wytwórni alkoholi. Dorastała w wierze żydowskiej w Wayne w stanie New Jersey i uczęszczała do Wayne Hills High School. Następnie uzyskała dyplom z Buying & Merchandising w Fashion Institute of Technology w Nowym Jorku. 

### Kariera
W 1985 roku w legendarnym klubie swingersów Plato's Retreat w Nowym Jorku została nazwana Miss Plato's. We wczesnej fazie swojej kariery w branży porno zidentyfikowała się jako lesbijka, mająca osobiste relacje z kobietami. Spotykała się z Tracey Adams, Ginger Lynn i April West.
Pozowała dla takich magazynów jak Fox, Swank, Hustler, High Society i Club International. Po raz pierwszy pojawiła się na ekranie w filmie VCA Lilith Unleashed (1985) w scenie seksu z Paulem Thomasem. Brała też udział w parodiach porno: Policjanci z Miami - Miami Spice (1986), 9 1/2 tygodnia - 10 1/2 Weeks (1986) jako Ashley, Rzymskie wakacje - Barbara Dare's Roman Holiday (1987) z Porsche Lynn i Christophem Clarkiem czy Conan Barbarzyńca - Barbara The Barbarian (1987). 
W 1987 roku została uhonorowana nagrodą Adult Video News Awards jako „Najlepsza nowa gwiazdka”.
Stała się jedną z pierwszych aktorek pornograficznych, która podpisała umowę na wyłączność z firmą produkcyjną po tym, jak zawarła kontrakt z Essex Video. W jej przypadku opiewał on na 100 tys. dolarów.
Wystąpiła też w dreszczowcu Johna Frankenheimera Ostra rozgrywka (52 Pick-Up, 1986) jako uczestniczka przyjęcia u boku Ann-Margret, Kelly Preston, Roya Scheidera, Johna Glovera, Herschela Savage i Rona Jeremy oraz komedii Freda Olena Raya Demon zła (Evil Toons, 1992) jako Jan z Davidem Carradine.
Romansowała z Kato Kaelinem, poznanym na planie Surf, Sand and Sex (1987), A.J. Benzą, i Brettem True.

## Nagrody i nominacje
| Rok  | Nagroda            | Kategoria                              | Film                      | Inni wykonawcy                       | Rezultat  |
| ---- | ------------------ | -------------------------------------- | ------------------------- | ------------------------------------ | --------- |
| 1987 | AVN Award          | Najlepsza scena seksu - wideo          | Blame It on Ginger (1986) | Ginger Lynn, Peter North i Tom Byron | Nominacja |
| 1987 | AVN Award          | Najlepsza nowa gwiazdka                | -                         | -                                    | Wygrana   |
| 1988 | AVN Award          | Najlepsza aktorka drugoplanowa         | Playpen (1987)            | -                                    | Nominacja |
| 1988 | AVN Award          | Najlepsza aktorka wideo                | -                         | -                                    | Nominacja |
| 1989 | AVN Award          | Najlepsza aktorka wideo                | Naked Stranger (1988)     | -                                    | Wygrana   |
| 1990 | AVN Award          | Najlepsza scena seksu samych dziewczyn | True Love (1989)          | April West                           | Wygrana   |
| 1997 | AVN Award          | Hall of Fame                           | -                         | -                                    | Wygrana   |
| 1997 | XRCO Award         | Hall of Fame                           | -                         | -                                    | Wygrana   |
| 1997 | Legends of Erotica | Legenda erotyczna                      | -                         | -                                    | Wygrana   |